# 214-я пехотная дивизия (вермахт)
214-я пехотная дивизия (нем. 214. Infanterie-Division) — тактическое соединение сухопутных войск вооружённых сил нацистской Германии периода Второй мировой войны.

## История
214-я пехотная дивизия была сформирована 26 августа 1939 года накануне вторжения немецких войск в Польшу. Формирование осуществлялось руководством ландвера в Ханау в 9-м военном округе во время 3-й волны мобилизации Вермахта.
Дивизия была уничтожена советскими войсками в ходе Висло-Одерской операции в январе 1945 года.

## Местонахождение
- с августа 1939 по апрель 1940 (Германия)
- с апреля 1940 по январь 1944 (Норвегия)
- с января 1944 по январь 1945 (СССР и Польша)

## Подчинение
- 70-й армейский корпус армии «Норвегия»
- 56-й танковый корпус 4-й танковой армии группы армий «А»

## Командиры
- генерал-лейтенант Теодор Гроппе

## Состав
- 355-й пехотный полк
- 367-й пехотный полк
- 388-й пехотный полк
- 214-й артиллерийский полк
- 214-й разведывательный батальон
- 214-й сапёрный батальон
- 214-й противотанковый артиллерийский дивизион
- 214-й батальон связи
- Тыловые службы с номером 214